# Kardos Gyula (püspök)
Kardos Gyula (Maglód, 1880. március 26. – 1943. szeptember 3.) a Dunáninneni evangélikus egyházkerület püspöke 1942-től a következő évben bekövetkezett haláláig, kormányfőtanácsos.

## Életútja
A selmecbényai liceum és a pozsonyi teológia elvégzése után egy ideig a lipcsei egyetemet látogatta. 1903-ban választották meg balassagyarmati lelkésznek. 1942-től püspök. Rövid egy éves püspöki szolgálata után 1943. szeptember 3-án elhunyt.